# 佛光寺 (山西省)
佛光寺（ぶっこうじ）は、中華人民共和国山西省忻州市五台県豆村鎮にある仏教寺院である。本堂である大殿（東大殿ともいう）は唐の大中11年（857年）建立で、中国に現存する木造建築物としては三番目に古い。佛光寺で大殿に次ぐ規模を持つ文殊堂は金朝時代の天会15年（1137年）に建立された。また、寺内にある6世紀の石造墓塔は現存するもので嵩岳寺塔の次に古いレンガ塔である。寺内の建築物の他、唐代の塑像と壁画、墨跡は中国の「四絶」と称せられる国宝として名高い。佛光寺は2009年、文化遺産「五台山」の一部としてユネスコの世界遺産に登録された。
奈良の唐招提寺金堂は晩唐の建築様式の影響を受けているが、佛光寺の大殿は同じ山西省の南禅寺大殿や広仁王廟正殿と並んで晩唐から残る建築物である。

## 歴史
佛光寺は初め、北魏の孝文帝（在位471年 - 499年）のときに建てられ、785年から820年にかけて高さ32メートルに及ぶ九間三層の弥勒大閣が加えられた。唐の会昌5年（845年）に武宗が会昌の廃仏を進めると、祖師塔を除いて創建時の堂宇のほとんどが焼かれてしまう。12年後の大中11年（857年）、焼失した弥勒大閣の跡地に大殿が建てられた。堂の梁に残されていた記録によると、寧公遇という名の女性からの寄進を受け、願誠和尚が建造を主導した。
10世紀に建造された莫高窟第61窟には佛光寺が描かれているが、ここでは大殿が緑色の光沢を持つ屋根のある二層の堂になっており、朱色と白色を基調とする実際の大殿とは大きく異なっている。佛光寺が主要な巡礼先霊場の1つであったことがこの壁画に表されている。
金朝時代の天会15年（1137年）、伽藍の北に文殊堂が、また南に普賢堂が建設された。ただし、普賢堂は清代に焼失している。
1930年、中国営造学社 (the Society for Research in Chinese Architecture) が設立され、中国の古代建築研究が開始された。活動を開始してから7年目となる1937年、梁思成が率いる調査チームが佛光寺の建立年代を特定するに至った。垂木に刻まれた銘を梁の妻が発見し、堂の建築様式が唐時代のそれに合致することから、建立は銘のとおり唐代と確認された。梁の調査チームによって同年、南禅寺がさらに古いことが確認されるまでの短期間ではあったが、佛光寺は中国で現存する最も古い寺院となった。

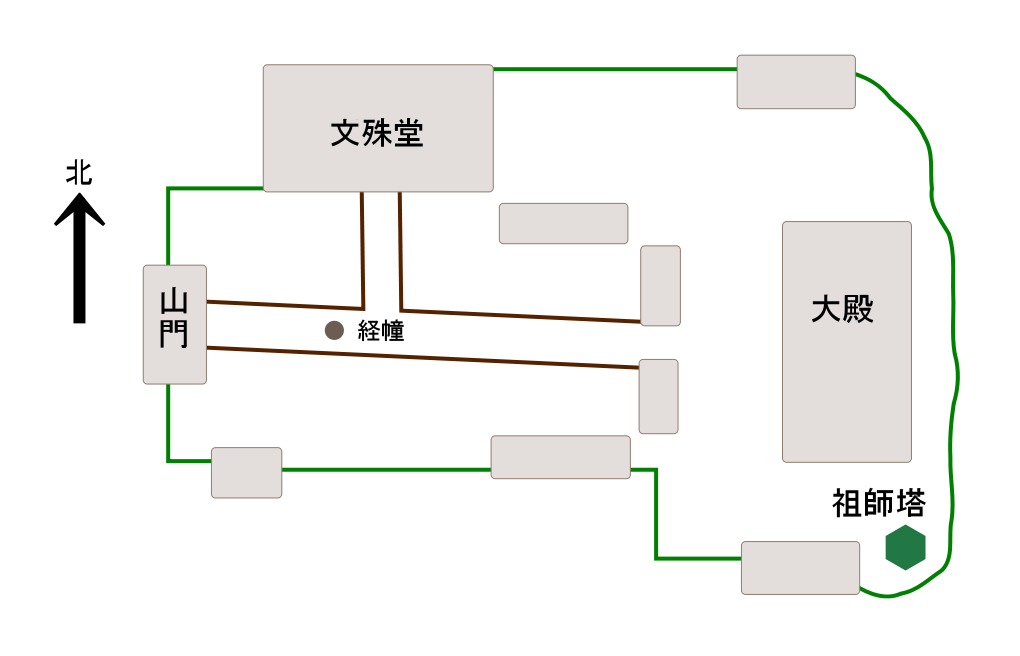
佛光寺の伽藍配置図
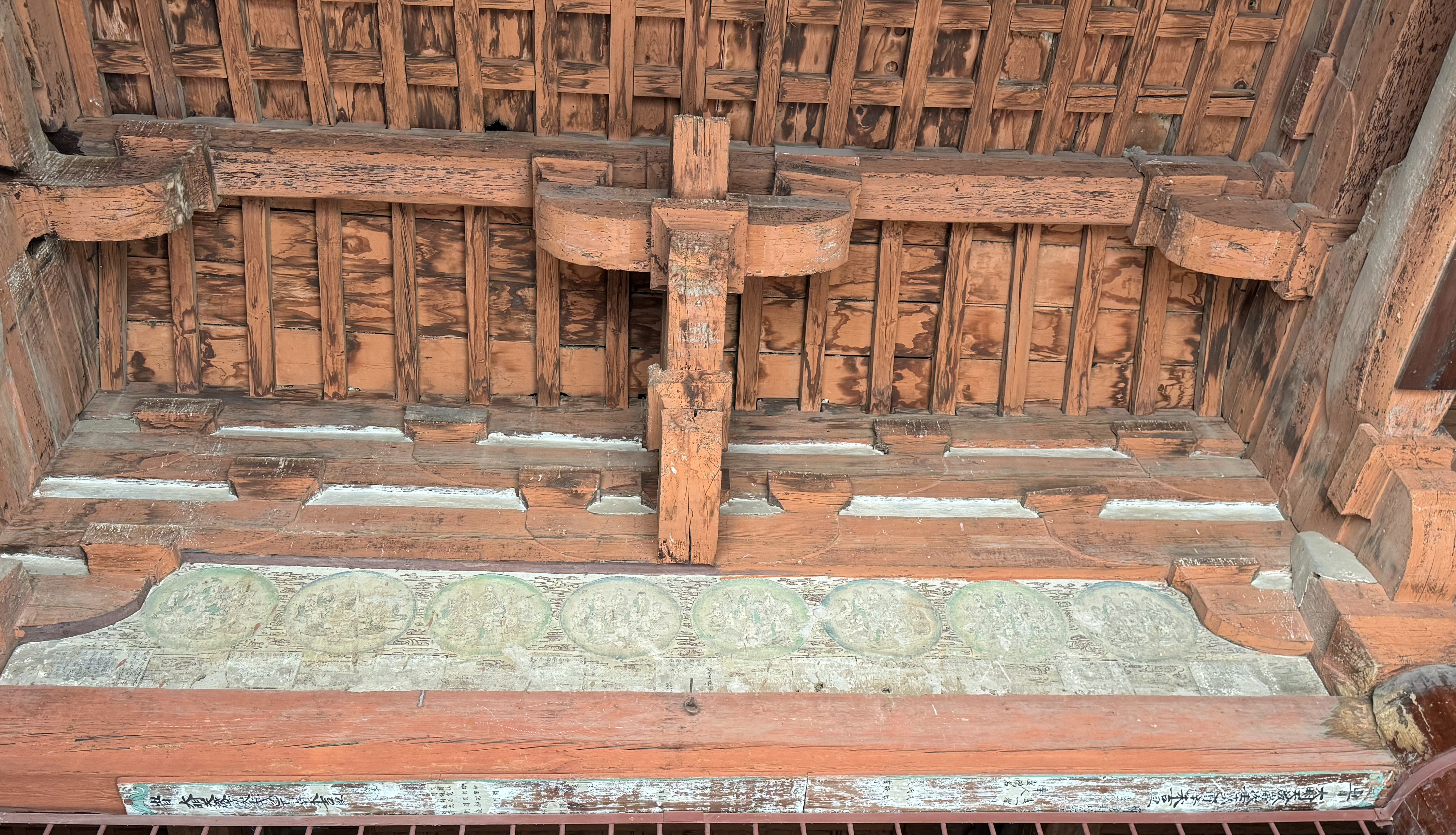
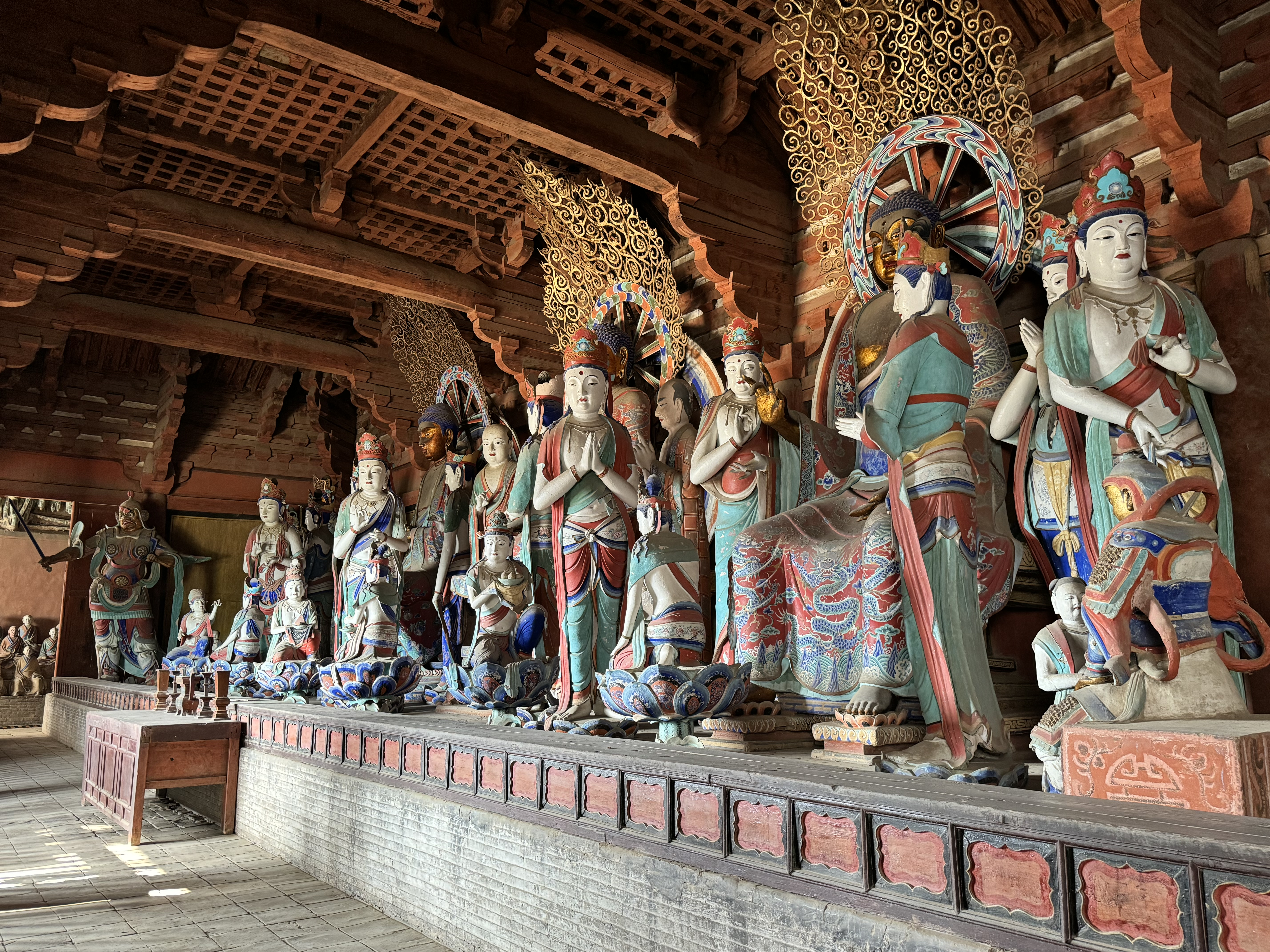
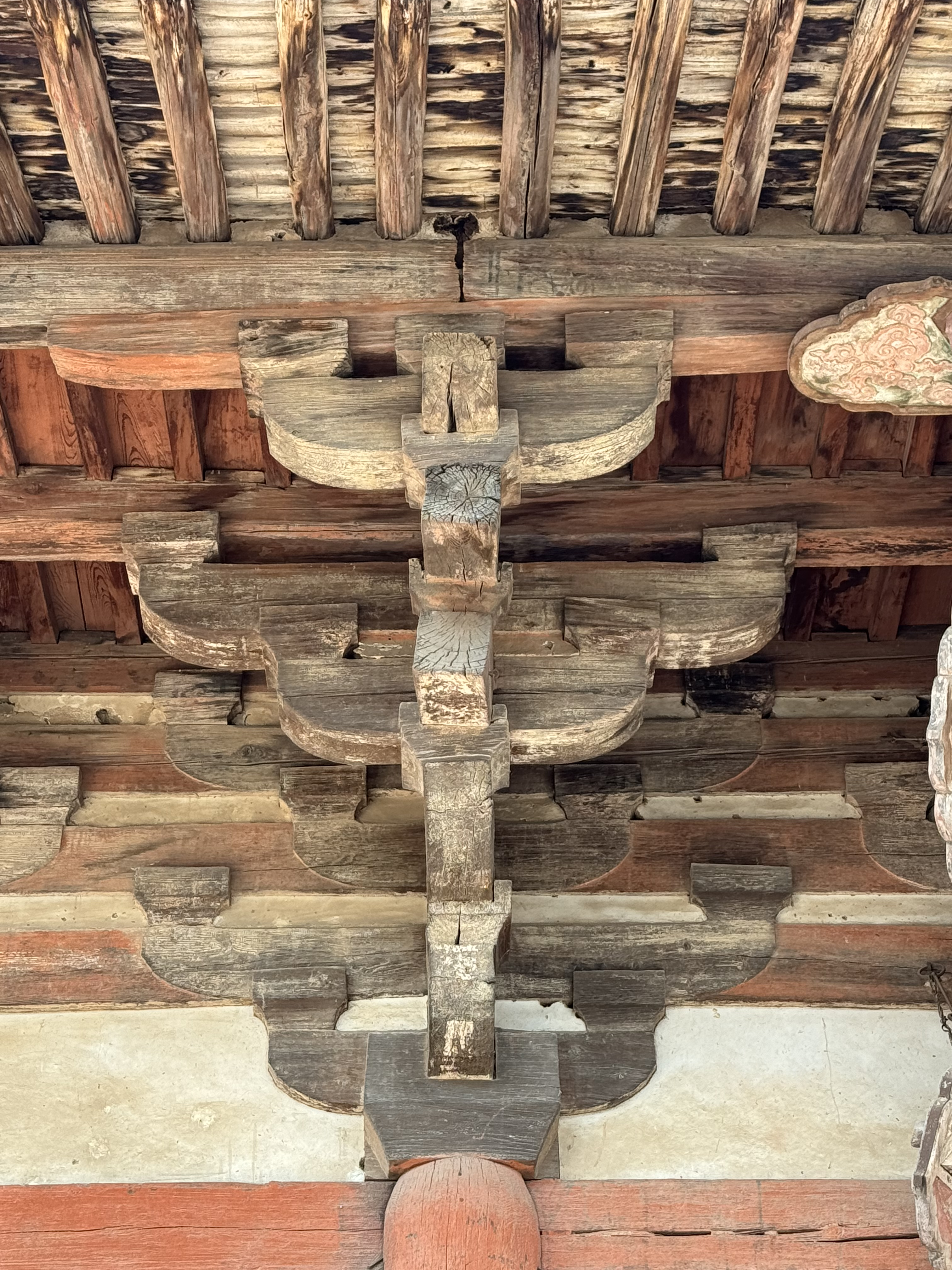
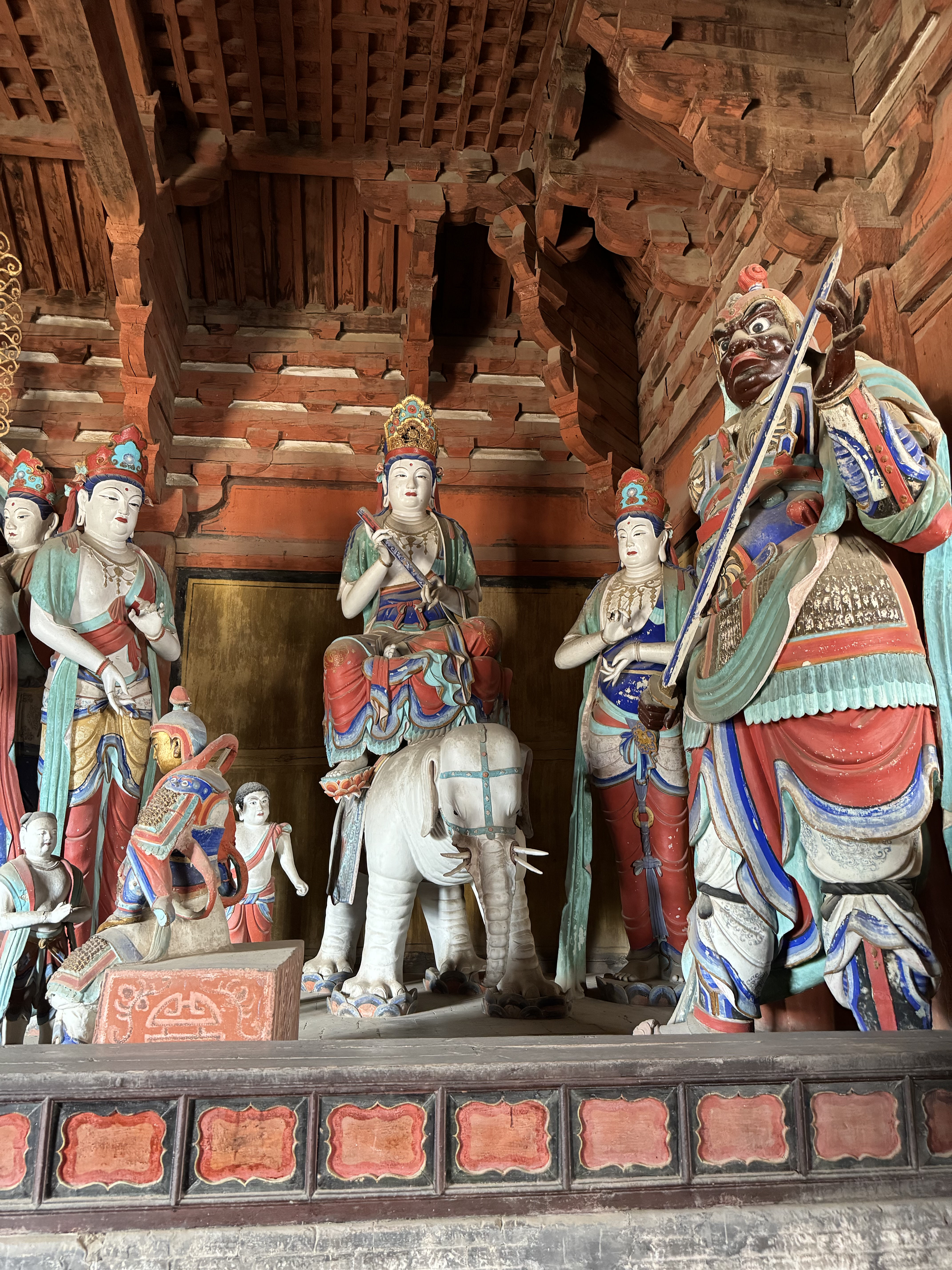
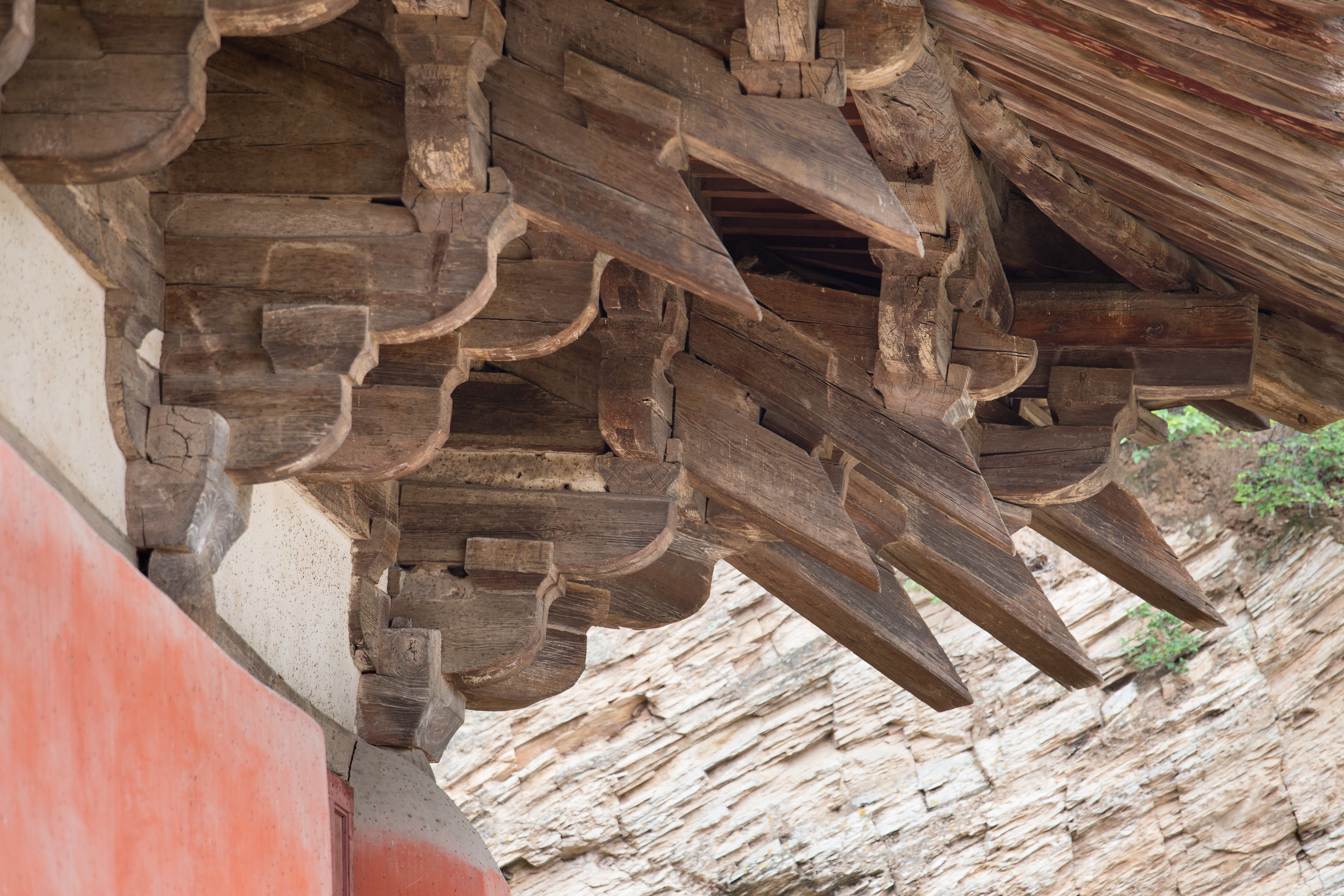
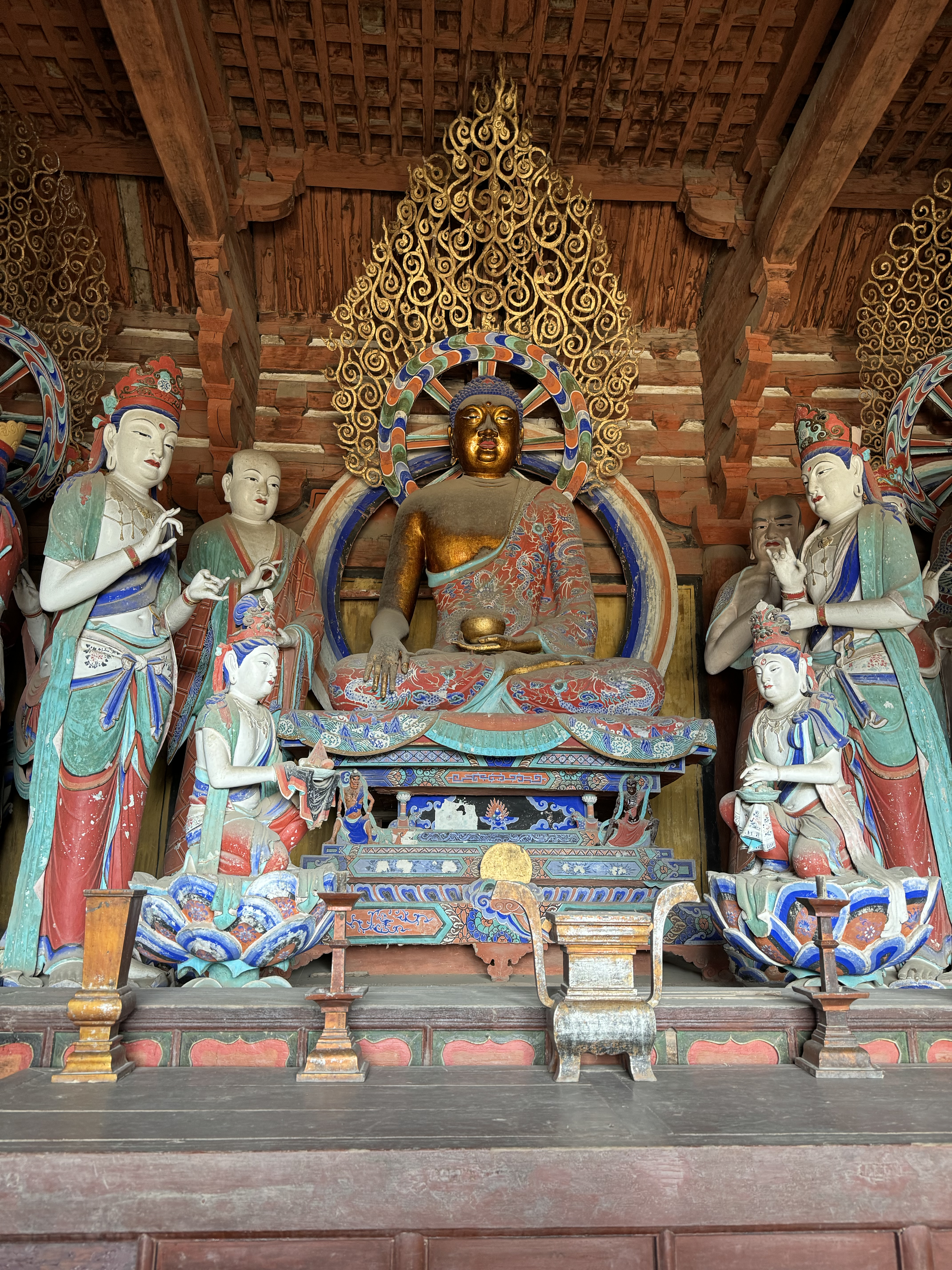

## 伽藍

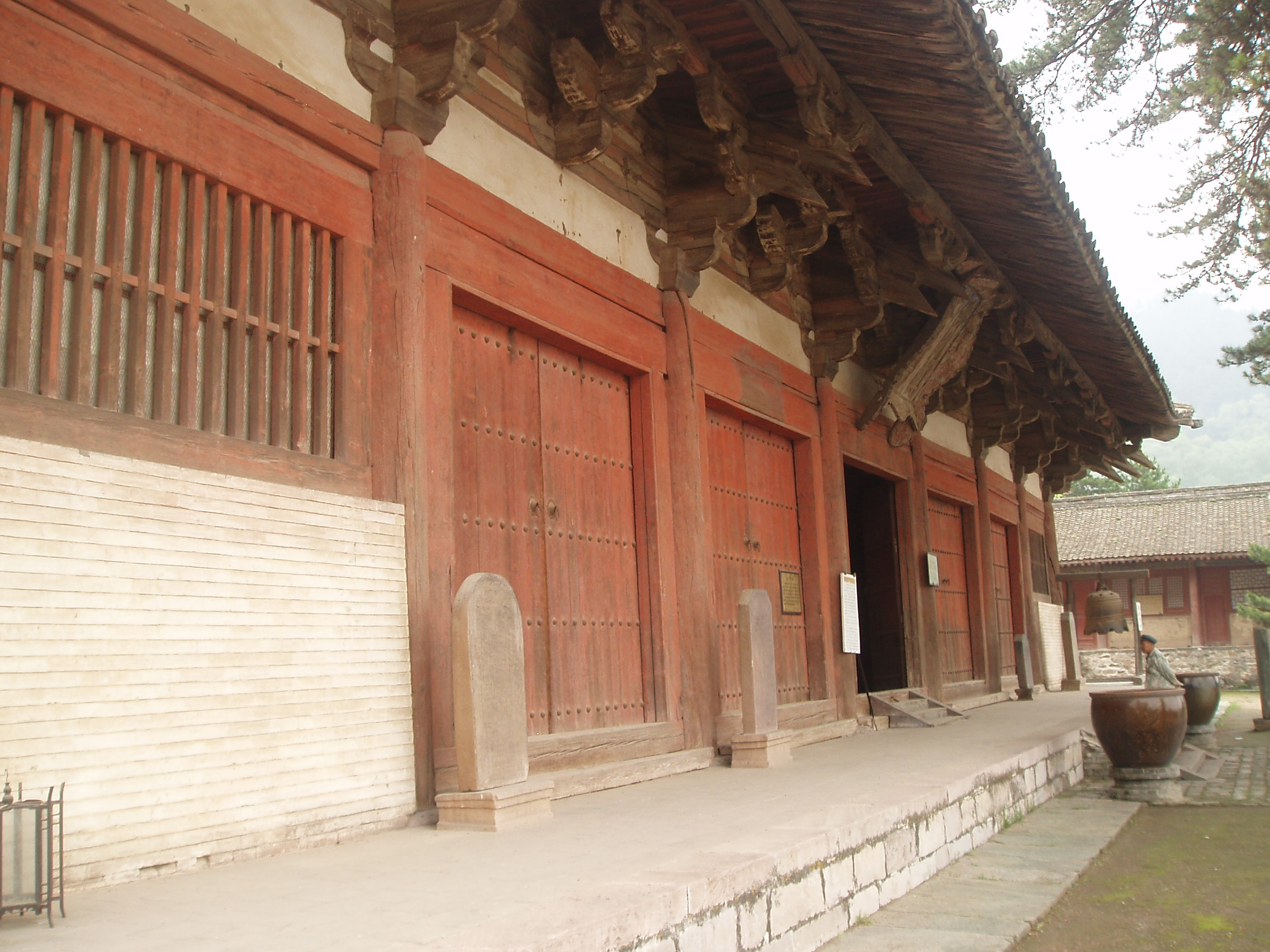
東大殿正面

佛光寺は寺の南北と東を山に囲まれており、堂宇が南面する通常の向きではなく、山を背に受ける形で西に面して建てられている。伽藍には唐の857年に重建された大殿と、金の1137年に建設された北の文殊堂と南の普賢堂があったが、後者は現在では失われてしまっている。文殊と普賢は普通、（本堂から外、または須弥壇上から下に向かって）文殊が左で普賢が右に配置されるが、五台山ではすべて逆になっている。

### 東大殿
857年に建立された東大殿は、南禅寺（782年）、広仁王廟正殿（831年）に次いで中国に現存する3番目に古い木造建築物である。大殿は山門から最も遠い東端に位置しており、大きな石造基壇の上に建てられている。規模は桁行7間、梁間4間で幅34メートル、奥行き17.7メートルの単層構造である。屋根は身舎（もや）と庇部分にすべて同じ高さの柱を使用して支える殿堂式である。使用されている柱は高さがほぼ5メートルで、外周部に22本と身舎に14本の合計36本があり、内転を持ち、エンタシスが施されていて、両脇の柱間はその他の柱間よりも若干狭い。身舎は桁行5間、梁間2間となっており、梁（はり）のみが架構されている。堂内外に使用されている組物は7種類あり、柱の高さの3分の1にも及ぶ姿が雄大で美しい。堂内は格天井となっていて、寄棟造の屋根の構造はほとんど見えない。多数の斗と肘木が複雑に組み合わされた組物の使用が、唐代における佛光寺の高い格式を示している。11世紀の中国建築書『營造法式』によると、佛光寺の大殿は全部で8段階の格に分類される建築様式のうち7番目の様式を忠実に再現しており、大殿が唐代の非常に重要な堂であったことを示している。唐の時代の建造物でこのように高い格式を持つものは他に現存しない。

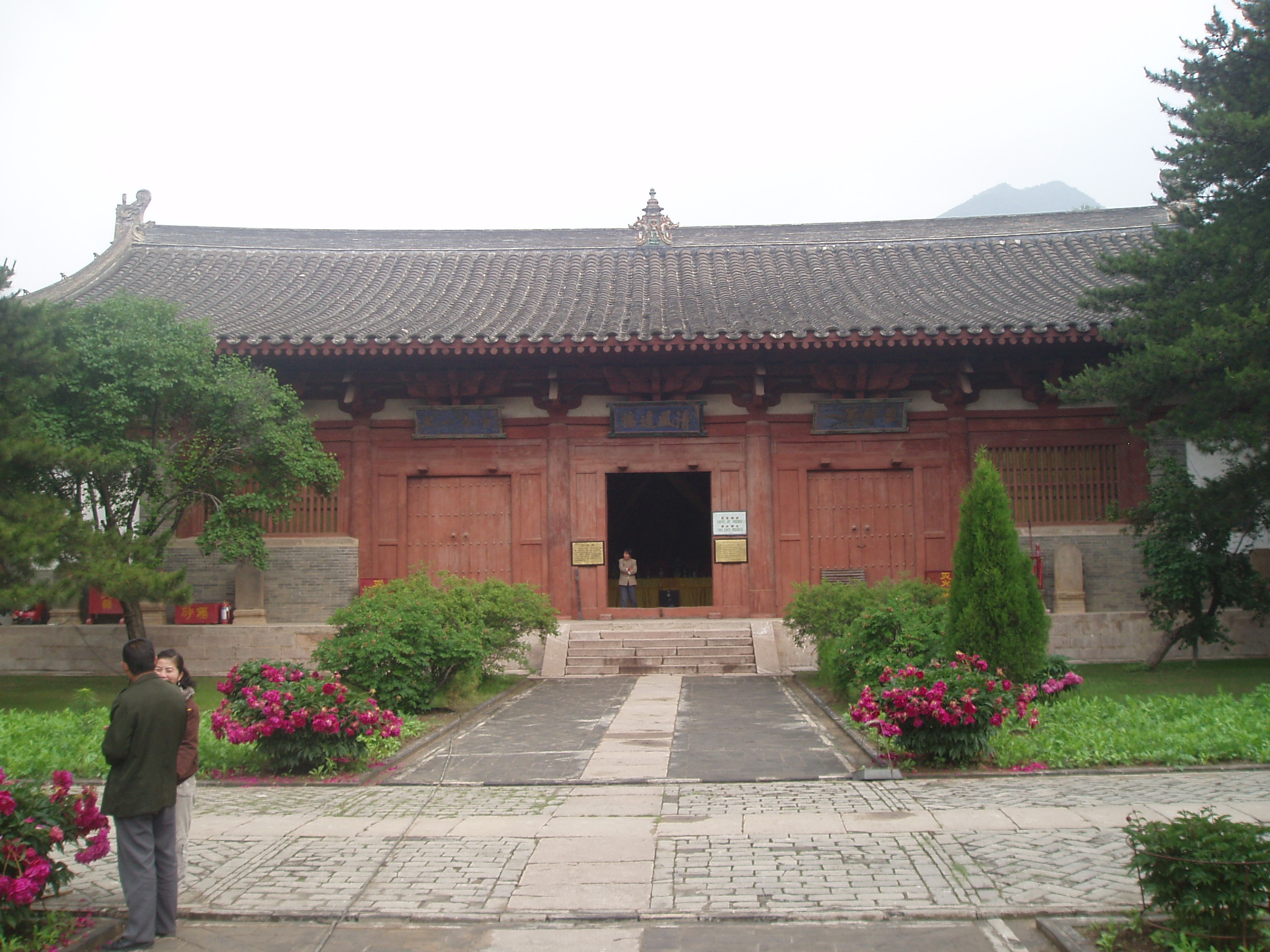
1137年建立の文殊堂

大殿には35体の塑像が納められているが、1930年代の再塗装により、元の芸術的価値はかなり損なわれてしまっている。また、堂内の壁には唐代以降に描かれた壁画が残されている。堂中心部の須弥壇には釈迦如来、阿弥陀如来、弥勒如来の座像が並ぶ。いずれも蓮華座に座り、両側に4体の守護像と、前方には2体の菩薩像が脇侍として控えている。須弥壇の隣には、獅子にまたがる文殊菩薩像と象に乗る普賢菩薩像が安置されている。さらに、須弥壇の両脇は二天王が固めている。堂内後方には、大殿の建立費用を寄進した寧公遇の像と僧願誠の像が置かれている。堂内には一面の大壁画があり、釈迦の前世における物語を表す本生譚（ほんしょうたん）が描かれている。この他、文殊菩薩と普賢菩薩が寺院に対する寄進を受けている様子が描かれた小さい壁画も残されている。

### 文殊堂
伽藍の北側には文殊菩薩を祀る文殊堂がある。金王朝時代の1137年に建立の文殊堂は高さ83センチメートルの基壇上にあり、平面は大殿と同じく桁行7間、梁行4間で正面3戸、背面1戸の扉を持ち、単層で入母屋造となっている。内部には支柱が4本しかなく、巨大な屋根を支えるのに梁が斜めに架けられている。四方の壁面には、明代の1429年に描かれた阿羅漢図を見ることができる。

### 祖師塔

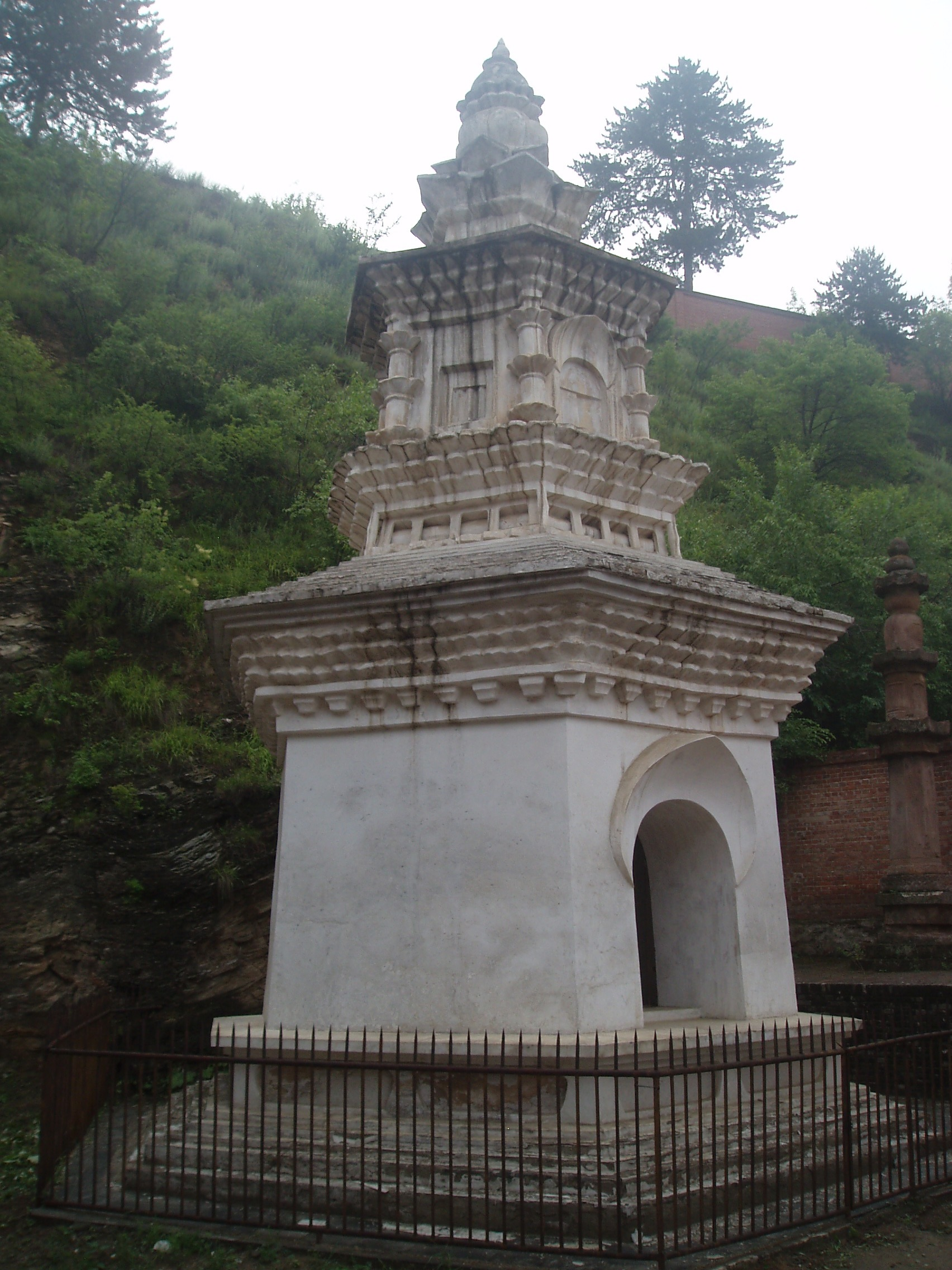
石造の祖師塔

大殿の南側にある石造の小型塔は正確な建立年代が不明であるが、北魏または北斉時代のもので、佛光寺の開祖が祀られているものと考えられていることから、祖師塔と呼ばれている。祖師塔は高さ6メートルの二層構造で、下部は白色石の正方形で西方が開口しており、上部は六角形の装飾塔となっている。上部の外周は蓮弁を模した形で、頂上には花の形を模した薬壺を戴いている。

### 経幢
寺内には唐代の石彫経幢（きょうどう）が2か所にあり、1つは大殿前に立つ高さ3.24メートルの碑で857年のもの、もう1つは文殊堂前の高さ4.9メートルで877年のものである。

## 近年の動向
2004年以降、アメリカ合衆国カリフォルニア州を本拠とする非営利の国際文化遺産保護団体GHF (Global Heritage Fund) は、北京市の清華大学と共同で佛光寺の実態調査と保全の枠組み作りを行ってきた。17世紀以降、佛光寺では外部環境からの保護も行われていなければ、修復も実施されてこなかったため、浸水や腐食などによる傷みが激しく、五台山の世界遺産への登録申請に対し、国際記念物遺跡会議 (ICOMOS) はその評価で早急な保全対策計画の立案を勧告した。2009年6月26日、佛光寺は五台山の一部としてユネスコ世界遺産に登録された。